# Trimma annosum
Trimma annosum là một loài cá biển thuộc chi Trimma trong họ Cá bống trắng. Loài này được mô tả lần đầu tiên vào năm 2003.

## Từ nguyên
Tính từ định danh annosum trong tiếng Latinh có nghĩa là "trọn năm; già cỗi", hàm ý đề cập đến đôi má màu xám trơn của loài cá này trông như một ông già đã bạc râu.

## Phân bố và môi trường sống
Từ đảo Đài Loan và đảo Hải Nam, T. annosum có phân bố trải dài về phía nam đến rạn san hô Great Barrier, về phía đông đến quần đảo Caroline, Kiribati và Fiji. Ghi nhận của loài này ở Ấn Độ Dương nhiều khả năng là loài Trimma fucatum.
T. annosum sống trên các rạn san hô, đặc biệt là trong các hang hốc, độ sâu đến ít nhất là 60 m.

## Mô tả
Chiều dài chuẩn lớn nhất được ghi nhận ở T. annosum là 2,8 cm. Đầu màu xám, có một đốm màu vàng cam có to bằng con ngươi ở giữa trước, phía trên và cuối nắp mang. Có một đốm vàng cam nhỏ hơn phía sau mắt. Gốc vây ngực có một đốm hình bầu dục màu vàng cam hoặc đỏ cam. Thân có các đốm vàng cam xếp thành 3 đến 4 hàng.
Số gai vây lưng: 7; Số tia vây lưng: 8; Số gai vây hậu môn: 1; Số tia vây hậu môn: 8.